# Nicolás Cotugno
Dom Nicolás Domingo Cotugno Fanizzi, SDB, (Sesto San Giovanni, 21 de setembro de 1938) é um bispo católico italiano. Foi bispo de Melo de 1996 a 1998. Foi também arcebispo de Montevidéu de 1998 a 2014.